# Dungeons & Dragons: The Book of Vile Darkness
Temnițe și Dragoni: Cartea Întunericului  (titlu original: Dungeons & Dragons: The Book of Vile Darkness) este un film fantastic britanic de televiziune din 2012. În rolurile principale joacă actorii  Anthony Howell, Eleanor Gecks și Dominic Mafham. Este al treilea film bazat pe seria de jocuri RPG Dungeons & Dragons. Ca și filmul precedent, Dungeons & Dragons: Wrath of the Dragon God, a fost regizat de Gerry Lively. Filmările au avut loc în Bulgaria în 2011 și a fost lansat direct-pe-DVD în Regatul Unit la 9 august 2012.

## Prezentare
„Cu două mii de ani în urmă, Nhagruul, un vrăjitor care  își satisfăcea plăcerile prin coruperea nevinovaților și prin răspândirea disperării ajunsese la sfârșitul zilelor sale ca și muritor fiind foarte consternat. Plin de ură pentru toate lucrurile vii Nhagruul și-a vândut sufletul unor demoni, numiți Lorzii Abisului, pentru ca spiritul său malefic să poată supraviețui după dispariția corpului său. Printr-un ritual chinuitor, pielea i-a fost finisată și transformată în pagini, oasele i-au fost modelate pentru a fi folosite ca și coperți, iar sângele lui bolnav a fost transformat în cerneală pentru a scrie cea mai malefică carte, "Cartea Întunericului". Cei expuși acestei cărți au înnebunit și au devenit atât de corupți încât au început să facă doar fapte rele. Mizeria și vărsarea de sânge i-au însoțit pe acești ucenici ai lui Nhagruul deoarece au răspândit visul întunecat  al stăpânului lor. Creaturi corupte și depravate ieșind din fiecare ungher și cărare murdară pentru a se alătura distrugerii. Orașele și regatele din Karkoth au fost devorate de această plagă malefică. Ridicați din cenușa unui vechi ordin de războinici autointitulați "Cavalerii Soarelui Nou", mai multi luptători au depus jurământul credinței în fața monolitului lui Pelor, Domnul Luminii. Puritatea inimii lor a fost atât de mare încât Pelor a înzestrat cavalerii cu amulete puternice, cu putere de a face dreptate și bine. Ținuturile s-au umplut de lumina divină, iar Cavalerii Soarelui Nou au izgonit umbra care ascundea pământul în ultimii 1.200 de ani, împrăștiind-o în fărâme. Dar nu toată lumea a fost orbită de splendoarea ei. Discipolii lui Nhagruul au desfăcut cartea în mai multe părți și au mituit trei suflete lacome, pentru a ascunde părțile componente până ce acestea vor putea fi recuperate. Cerneala a fost descoperită și distrusă, dar, în ciuda multor ani de căutări, coperțile și paginile nu au fost niciodată găsite. Pacea a domnit pe pământ multe secole și cavalerii s-au pierdut în "lumina slavei" lor uitând de Nhagruul, uitând de asemenea, și de îndatorirea de a fi  slujitorii lui Pelor. Cavalerii Soarelui Nou s-au abandonat în nepăsare și cu credință nesăbuită că malefica  "Carte a Întunericului" niciodată nu va mai fi refăcută. ”— Începutul filmului

## Distribuție
- Charlotte Hunter – Carlotta
- Jack Derges – Grayson
- Anthony Howell – Ranfin
- Eleanor Gecks – Akordia
- Dominic Mafham – The Mayor of Little Silver Keep
- Habib Nasib Nader – Vimak
- Barry Aird – Bezz
- Kaloian Vodenicharov – Shifter
- Ryan Jackson – Warlock

## Cartea Întunericului
În cadrul lumii fictive din seria de jocuri Dungeons & Dragons, elementul magic cunoscut sub numele de Cartea Întunericului (josnic) (book of vile darkness) este o carte supranaturală, care servește ca un ghid de referință al Răului și pentru acordarea de puncte de experiență și un bonus pentru atributul înțelepciunea vrăjitorilor răi, în timp ce face rău sau corupe pe cei din alte aliniamente (rase). Deși este listat ca element magic în prima ediție și în ediția a 2-a, istoria acestui volum și a copiilor sale este prima oară detaliată în cartea suplimentară de referințe care are același nume (Book of Vile Darkness). Cartea a fost inclusă în ediția revizuită a Dungeon Master's Guide for the 3.5 (Ghidul Stăpânului Temniței v. 3,5), unde a fost considerată ca fiind un artefact minor. Suplimentul a fost relansat pentru a se încadra în a patra ediție de reguli Dungeons & Dragons care a apărut aproape la aceeași dată. 